# 牧野富成
牧野 富成（まきの とみしげ）は、丹後国田辺藩の第2代藩主。丹後田辺藩牧野家3代。京極家の田辺藩初代藩主・京極高三の娘婿である。

## 略歴
寛永5年（1628年）、大身旗本（のち下総国関宿藩主）牧野信成の八男として生まれる。寛永18年（1641年）に徳川家綱の小姓に任じられ、明暦元年（1655年）に兄で初代藩主の親成の養子となる。
延宝元年（1673年）9月29日、親成の隠居により家督を継ぐ。日光祭祀奉行、延宝9年（1681年）8月には奏者番に任じられた。しかし隣藩の宮津藩との領地境界争いでは、幕府の裁定により貞享4年（1687年）に敗れている。
元禄6年（1693年）に田辺で死去した。享年66。跡を甥で養子の英成が継いだ。

## 系譜
- 父：牧野信成（1578年 - 1650年）
- 母：長徳院 - 生駒満正の娘
- 養父：牧野親成（1607年 - 1677年）
- 正室：松光院 - 京極高三の娘
- 継室：暁雲院 - 藤波徳忠の娘
- 養子
  - 男子：牧野英成（1671年 - 1741年） - 村越直成（牧野信成の十男）の長男